# Erika Endesfelder
Erika Endesfelder (née Thürmer, le 3 juillet 1935 à Berlin ; morte le 28 janvier 2015 à Berlin) est une égyptologue allemande.

## Biographie
Après son baccalauréat, Endesfelder a d'abord fait un apprentissage dans une banque. Depuis 1954, elle étudie l'égyptologie avec Fritz Hintze à l'université Humboldt de Berlin. Elle obtient son doctorat en 1962 avec une thèse intitulée « Les ouvriers de la nécropole thébaine du Nouvel Empire ». Durant l'hiver 1963/64, elle participe à un voyage de recherche ethnographique au Ghana. Ensuite, elle est chargée de mission auprès du recteur de l'université Humboldt, Karl-Heinz Wirzberger, puis travaille avec son mari à l'ambassade de RDA au Caire. En 1972, elle retourne à Berlin-Est. Elle soutient sa thèse de doctorat B en 1980, à nouveau sous la direction de Hintze, Roland Felber et Horst Klengel, sur le thème « Observations sur la naissance de l'État égyptien ancien » (la thèse a été publiée en 2011). En février 1981, Endesfelder devient professeur d'égyptologie à la section des sciences asiatiques de l'université Humboldt. En septembre 1984, elle est nommée professeur ordinaire d'égyptologie. Dans le cadre des changements structurels de l'université Humboldt, Endesfelder est nommée en 1993 à la chaire d'égyptologie de l'Institut d'archéologie et d'égyptologie soudanaises, poste qu'elle occupe jusqu'à sa retraite en 2000.

## Publications
- (Éditeur), Ägypten und Kusch. Fritz Hintze zum 60. Geburtstag (= Schriften zur Geschichte und Kultur des Alten Orients, volume 13), Akademie-Verlag, Berlin 1977.
- Die Ägyptologie an der Berliner Universität. Zur Geschichte eines Fachgebietes, Humboldt-Universität, Berlin 1988 (Berichte der Humboldt-Universität zu Berlin, Jg. 8, H. 6).
- (Éditeur), Probleme der frühen Gesellschaftsentwicklung im Alten Ägypten, Institut für Sudanarchäologie und Ägyptologie, Berlin, 1991,  (ISBN 3-86175-004-X).
- (Éditeur), Von Berlin nach Meroe. Erinnerungen an den Ägyptologen Fritz Hintze (1915–1993) (= Asien- und Afrika-Studien der Humboldt-Universität zu Berlin, volume 3), Harrassowitz, Wiesbaden, 2003,  (ISBN 3-447-04133-1).
- Beobachtungen zur Entstehung des altägyptischen Staates, (= Internet-Beiträge zur Ägyptologie und Sudanarchäologie, volume 14),. Golden House Publications, Berlin/ London 2011,  (ISBN 978-1-906137-25-0),  (lire en ligne).
- Die Arbeiter der thebanischen Nekropole im Neuen Reich. (= Internet-Beiträge zur Ägyptologie und Sudanarchäologie, volume 21), Golden House Publications, Berlin/ London 2018,  (ISBN 978-1906137571), (Lire en ligne).